# Pablo Pintos
Pablo Pintos (Montevideo, Uruguay, 1 de julio de 1987) es un futbolista uruguayo. Juega como lateral derecho, y su actual equipo es Club Atlético Bella Vista de la segunda División de Uruguay.

## Trayectoria
Debutó como titular con Defensor Sporting Club el 11 de noviembre de 2006 frente a Central Español en el Estadio Luis Franzini, donde jugó 82 partidos y convirtió 3 goles, logró salir campeón en la temporada 2007-08. Jugó la Copa Sudamericana 2008 y la Copa Libertadores 2009, en esta última mostró un gran nivel lo que hizo que San Lorenzo se fijara en él. En julio de 2009 adquiere su pase.

### San Lorenzo
El 18 de agosto de 2009 hace su debut en el ciclón en el partido de ida por la primera fase de la Copa Sudamericana contra Tigre, jugando los 90 minutos.

### Lazio
El jueves 17 de junio del 2010 se concretó su pase al club romano Lazio, quien pagó a San Lorenzo € 1.600.000 por la mitad del pase.

### Getafe
En ese mismo año es contratado por el Getafe de España, siendo a principios del año 2012 cedido a Defensor Sporting de Uruguay hasta la finalización de la temporada. 

### Kasımpaşa
El 12 de julio de 2012 es traspasado por el Getafe al Kasımpaşa turco.

## Clubes
| Club                      | País           | Año               |
| ------------------------- | -------------- | ----------------- |
| Defensor Sporting         | Uruguay        | 2006 - 2009       |
| San Lorenzo               | Argentina      | 2009 - 2010       |
| SS Lazio                  | Italia         | 2010 - 2011       |
| Getafe (cedido)           | España         | 2011 - 2012       |
| Kasımpaşa                 | Turquía        | 2012 - 2013       |
| Tigre                     | Argentina      | 2013              |
| Defensor Sporting         | Uruguay        | 2014 - 2015       |
| San Jose Earthquakes      | Estados Unidos | 2015              |
| Defensor Sporting         | Uruguay        | 2016 - 2017       |
| Palestino                 | Chile          | 2017 - 2018       |
| Audax Italiano            | Chile          | 2019 - 2020       |
| Club Atlético Bella Vista | Uruguay        | 2021 - Actualidad |